# 注意
注意（attention，focus）或注意力，是一个医学或心理学概念，属于认知过程的一部分，是对环境的一部分或一方面的选择性警觉，或因局部刺激导致意识水平的提高与知觉的选择性集中。例如侧耳倾听某人的说话，而忽略房间内其他人的交谈；或者在驾驶汽车时接听手机。注意是心理学中研究最热门的题目之一。
在与人类意识有关的许多认知过程（决策、记忆、情绪等）中，注意被认为是最具体的，由于它与知觉的关系非常密切。同样，它也是其他认知的入门。
注意表现为对某对象的指向和集中，因此具有指向性和集中性两个特点。

## 注意研究的历史

### 1850年代到1920年代
在詹姆士的时代，只有一种研究注意的方法：内省法。在注意研究方面的成就很少，
尽管西格蒙德弗洛伊德、瓦尔特·本雅明和马克斯·诺道都认为这是智力研究的主要领域。例如，这一时期一个主要的争论是是否可能同时注意2个事物（注意的分配）。一些人觉得他们做不到，另一些人说他们可以。没有实验，解决这个争论是不可能的。

### 1920年代到1950年代
从1920年代到1950年代，注意的领域仍相对不活跃。这时心理学的主流是行为主义。

### 1950年代至今
在1950年代，心理学家恢复了对注意的兴趣，当时随着所谓认知革命的到来，主流的认识论从实证主义转变为现实主义 。认知革命承认，像注意这样的无法进行观测的认知过程，也可以作为科学研究的合理目标。
在1990年代，神经科学家开始使用正电子发射计算机断层扫描（PET）以及功能性磁共振成像（fMRI）技术，来推想大脑是如何完成注意的任务。由于这些昂贵的设备只能在医院中找到，心理学家寻求与神经科医师进行合作。选择性注意的大脑成像研究的先驱是心理学家Michael Posner（以视觉选择性注意的研究著称）和神经学者Marcus Raichle。他们的研究很快激起了整个神经科学界的兴趣，在此之前，他们还只是关注猴脑的研究。随着这些技术创新的发展，神经科学家对这类结合了认知心理学和大脑成像的新技术的研究日益感到兴趣。虽然认知心理学家很早就使用脑电图的技术来研究选择性注意的大脑机制，但是新技术测量大脑局部活动的能力，恢复了大批研究者的兴趣。这些实验的结果表明与心理学、心理生理学和猿猴 literature的广泛一致。

## 最近的研究
注意仍然是教育学、心理学和神经科学研究的主要领域。许多威廉·詹姆士时代的重要爭论仍然没有解决。例如，尽管大多数科学家接受注意可以分配，唯尚未能掌握有力的证据。直至現在，仍沒有被广泛接受的较上述詹姆士的定义更为具体的定义。由于缺少进展，使得外界许多人揣测，注意其实是泛指许多没有共同机理的单独的过程。
较为活跃的研究领域，包括寻找引起注意的讯号来源、这些信号对于感觉神经元调节的影响，以及注意跟其他认知过程，如工作记忆的关系。

### 外显性注意与内隐性注意
注意可以区分为外显性注意与内隐性注意。外显性注意是指直接把感觉器官转向外界刺激来源的动作，而内隐性注意是对几个可能的感觉刺激中的一个产生知觉集中的行为。内隐性注意被认为是一个对感觉全景的特定部分的信号进行增强的神经过程。例如，在阅读的时候，外显性注意转移了眼睛去读出不同的单词，但当你转移你的注意力从对词语的语义处理到字的字体和颜色，你内隐性注意就会开始运作。）
有许多研究建议不要把外显性注意和内隐形注意分开运作。尽管人类和灵长类动物看起来类似但表现得不一样，这可能相关链接到秘密计划的变化将焦点切换到潜在的神经元回路。例如，如果一个人致力于他的右上角视野，眼睛的运动方向可能要被强烈地抑制。
以目前的看法来看，内隐性的视觉焦点是一种机制，可以快速扫描到有趣的地方。这种内隐性注意转移到到眼球的运动电路，就会设置成一个较慢的眼睛飞快扫瞄方式。

## 注意力的臨床表現型
注意力（專注力）包含了五個面向。

| 面向         | 解釋 |
| ------------ | --- |
| 選擇性注意力 | 1. 能夠維持原有的行為或認知過程，即便遇到外界的刺激或誘惑，亦復如是。 2. 能夠將注意力凝聚於某一個重要目標，而忽略其他不相干的訊息，所以就不會分心。                                                                       |
| 分開性注意力 | 能夠同時專注於不同的事情上、同時接收多個指令、或者同時進行好幾件事情而不會搞混或忘記。 |
| 轉移性注意力 | 1. 專注力可以迅速從一件事切換到另一件事，果斷地處理完眼前的事物、再隨時切換回去，不會遲疑不決或慌張混亂。 2. 能夠在心靈上保有彈性，使自己能把注意力的焦點從一件事切換到另一件事，也能在"所需認知程度不同的"事情之間切換。 |
| 持續性注意力 | 可以讓專注力在持續一段時間且变化的事情中保持一段較長的時間，不會一下子就恍神或散漫。 |
| 集中的注意力 | 能夠一個一個，井然有序地應對來自視覺、聽覺或觸覺等外部刺激。 |

- 備註："一件事" 在此也可為 "一個想法或點子"。

## 延伸阅读
- Robert Ornstein and Paul Ehrlich, New World New Mind: Moving Toward Conscious Evolution (Doubleday, 1989). ISBN 978-0-385-23940-0
- Jonathan Crary, Suspensions of Perception: Attention, Spectacle and Modern Culture (Cambridge, MA: MIT Press, 1999). ISBN 978-0-262-03265-0
- Raz A. 2004. Anatomy of attentional networks. The Anatomical Record Part B: The New Anatomist;281(1):21-36 PMID 15558781
- Pashler, Harold E. (1998) Attention, Philadelphia: Psychology Press. ISBN 978-0-86377-813-1
- Lebedev, M.A., Messinger, A., Kralik, J.D., Wise, S.P. (2004) Representation of attended versus remembered locations in prefrontal cortex. （页面存档备份，存于） PLoS Biology, 2: 1919-1935.
- Thomas H. Davenport, John C. Beck (2001). The Attention Economy: Understanding the New Currency of Business. (A knowledge management and organizational perspective of the concept of attention)

## 註解
1. ↑  . Encyclopædia Britannica.   [2024-09-12]. （原始内容存档于2024-09-13）.
2. ↑  James W.  1. New York: Henry Holt. 1890: 403–404.
3. ↑  Anderson JR.  6th. Worth Publishers. 2004: 519. ISBN 978-0-7167-0110-1.
4. ↑  Strayer, D. L., Drews, F. A. & Johnston, W. A. (2003)。在模拟驾驶中，手机引起视觉注意的失灵。Journal of Experimental Psychology: Applied, 9, 23-32.
5. ↑  张厚粲. . 2008: 24–25.
6. ↑  Harré, Rom. Cognitive science: A philosophical introduction. London: SAGE Publications, 2002. ISBN 978-0-7619-4746-2.
7. ↑  Wright, R.D. & Ward, L.M. (2008). Orienting of Attention. Oxford University Press
8. ↑  Steven W. Lee. . SAGE. 27 April 2005: 29–. ISBN 978-0-7619-3080-8. TYPES OF ATTENTION
9. ↑  高淑芬. . 台北: 心靈工坊. 2016-05-09  [2016-12-12]. ISBN 9789863570592.
10. ↑  高淑芬. . 台北: 心靈工坊. 2013-08-28  [2016-12-09]. ISBN 9789866112805. （原始内容存档于2016-11-30）.
11. ↑  Matthew Rouse. . Jones & Bartlett Publishers. 11 February 2015: 212–  [2017-10-04]. ISBN 978-1-284-02306-0. （原始内容存档于2021-01-22）.
12. ↑  Susan Young; Jessica Bramham. . John Wiley & Sons. 2 November 2006: 60–63  [2017-10-04]. ISBN 978-0-470-02989-3. （原始内容存档于2021-01-22）.